# Eleonora Katarina av Pfalz
Eleonora Katarina av Pfalz, född 17 maj 1626 på Stegeborgs slott, död 2–3 mars 1692 i Bremen, var en lantgrevinna av Hessen-Eschwege genom äktenskap med lantgreven Fredrik av Hessen-Eschwege. Hon var dotter till Katarina Vasa och Johan Kasimir av Pfalz-Zweibrücken samt syster till kung Karl X Gustav av Sverige.

## Biografi
Eleonora Katarina uppfostrades vid det svenska hovet. Tillsammans med sin kusin drottning Kristina och sin bror, den blivande Karl X Gustav fick hon sin grundutbildning av Johannes Matthiæ. Hon tilldelades som barn av änkedrottning Maria Eleonora den ibland kallade »likkistorden», ett minnestecken av ett hjärta i en på bår stående likkista med Gustav II Adolfs initialer.
Eleonora Katarina är mest känd för en skandal i samband med hennes giftermål. I maj 1643 anhöll lantgreven Fredrik av Hessen-Eschwege, kallad lantgreve Fritz, om hennes hand. Fritz hade sedan 1641 varit överste för ett svenskt regemente. Det kom dock att dröja tre år innan äktenskapskontraktet skrevs under, eftersom både Eleonora Katarinas far och förmyndarregeringen av olika skäl hyste betänkligheter mot partiet. Fadern bad Axel Oxenstierna om råd. Vid rådssammanträde 8 juli påpekades, att lantgreven var »något flyktig», men att det borde avta med åldern, och lät fadern avgöra saken. Johan Kasimir lät förlova Eleonora Katarina och Fritz 1643, men giftermålet sköts ändå upp i tre år.   
Äktenskapskontraktet undertecknades den 1 juni 1646, där Eleonora Katarinas far garanterade henne en hemgift på 20 000 gulden. Bröllopet firades på slottet Tre Kronor den 6 september 1646. Vid bröllopet höll Axel Oxenstierna en oration på faderns vägnar. En del av utgifterna finansierades av Louis De Geer. Den 20 januari 1647, några månader efter bröllopet, bekände Eleonora Katarina "gråtande och på knä", för Fritz att hon under förlovningstiden hade haft ett förhållande med en fransk hovmusiker, lutspelaren Beschon, som varat fram till sex veckor före bröllopet, och att hon nu var gravid. Fritz förlät henne men talade om allt för hennes bror Karl Gustav, som bad honom att hålla saken hemlig. Det hela kom dock ändå ut och orsakade skandal. Bechon sände den 28 februari 1647 ett långt brev jämte en komposition till Eleonora Katarina: hon sände dem dock vidare till sin bror, och det hamnade sedan i Stegeborgssamlingen. 
Äktenskapet beskrivs som olyckligt. Eleonora Katarina födde fem barn, varav ett var Juliana, som hon sände att uppfostras vid svenska hovet: Juliana var påtänkt som svensk drottning, men förorsakade 1672 skandal genom att få ett utomäktenskapligt barn. Fredrik "Fritz" von Hessen-Eschwege deltog i Karl X Gustavs polska krig och sköts till döds i slaget vid Gzarnowa 6 september 1655. Eleonora Katarina gifte aldrig om sig. Hon levde resten av sitt liv på makens besittningar och gods i Tyskland, mestadels på Eschwege, som hon administrerade. Hon ska ha "skämts" alltför mycket för sitt förflutna för att vilja bo i Sverige, så hon valde att residera på mannens slott i Eschwege och kom endast på korta besök till sitt hemland. Ett av dessa besök tilldrog sig uppenbarligen i augusti 1661, när hon skrev brev från Stegeborg, och ett annat år 1681, när hon mötte sin brorson Karl XI i Fittja. Lorenzo Magalotti skildrar henne under sitt besök i Sverige 1674 som »en ondsint, fåfäng, besynnerlig, stolt och melankolisk kvinna» numera särskilt sysselsatt med andaktsövningar. 
Eleonora Katarina avled under en resa till Bremen 1692.
Barn:
1. Margarete (1647–1647)
2. Christine (1649–1702), gift 1667 med hertig Ferdinand Albrekt I av Braunschweig-Wolfenbüttel-Bevern (1636–1687)
3. Elisabeth (1650–1651)
4. Juliana (1652–1693), gift 1680 med Johann Jacques Marchand, baron von Lilienburg (1656–1703)
5. Charlotte (1653–1708), gift 1673 med hertig August av Sachsen-Weissenfels (1650–1674) och 1679–1693 med greve Johann Adolf von Bentheim-Tecklenburg (1637–1704)
6. Friedrich (1654–1655)